# متامیزول
متامیزول (انگلیسی: Metamizole) یا دی‌پیرون یک مسکن، ضد اسپاسم و تسکین دهنده تب است که اثرات ضد التهابی نیز دارد. معمولاً از راه خوراکی یا انفوزیون داخل وریدی تجویز می‌شود.
اگرچه در برخی کشورها بدون نسخه در دسترس است، اما در برخی دیگر ممنوع است، به دلیل احتمال بروز عوارض جانبی، از جمله آگرانولوسیتوز. مطالعه‌ای که توسط یکی از تولیدکنندگان دارو انجام شد نشان داد که خطر آگرانولوسیتوز در هفته اول درمان تنها ۱٫۱ در یک میلیون است، در مقابل ۵٫۹۲ در یک میلیون برای دیکلوفناک. این دارو در خانواده داروهای آمپیرون سولفونات است.
این دارو در سال ۱۹۲۲ ثبت اختراع شد و برای اولین بار در آلمان با نام تجاری "Novalgin" از نظر پزشکی استفاده شد. این دارو برای سال‌های متمادی، قبل از خروج آن به دلیل عوارض جانبی شدید، در اکثر کشورها بدون نسخه در دسترس بود. متامیزول با نام‌های تجاری گوناگونی به بازار عرضه می‌شود.

## کاربرد پزشکی
متامیزول عمدتاً برای درد حین عمل، آسیب حاد، قولنج، درد سرطان، سایر اشکال حاد/مزمن درد و تب بالا که به عوامل دیگر پاسخ نمی‌دهند استفاده می‌شود.

### جمعیت‌های خاص
استفاده از آن در بارداری ممنوع است، اگرچه مطالعات حیوانی اطمینان بخش است زیرا آنها کمینه خطر نقص مادرزادی را نشان می‌دهند. مصرف آن در افراد مسن و کسانی که نارسایی کبد یا کلیه دارند، ممنوع است، اما اگر این گروه از افراد باید تحت درمان قرار گیرند، معمولاً دوز کمتر و احتیاط توصیه می‌شود. مصرف آن در دوران شیردهی ممنوع است زیرا در شیر مادر ترشح می‌شود.

## عوارض نامطلوب
متامیزول پتانسیل سمیت مرتبط با خون (دیسکرازی خونی) دارد، اما نسبت به داروهای ضدالتهاب غیراستروئیدی (NSAIDs) سمیت کمتری برای کلیه، قلبی عروقی و دستگاه گوارش ایجاد می‌کند. مانند NSAIDها، می‌تواند باعث برونکواسپاسم یا آنافیلاکسی شود، به ویژه در مبتلایان به آسم.
عوارض جانبی جدی شامل آگرانولوسیتوز، کم‌خونی آپلاستیک، واکنش‌های حساسیت مفرط (مانند آنافیلاکسی و اسپاسم برونش)، نکرولیز اپیدرمی سمی و ممکن است حملات حاد پورفیری را تحریک کند، زیرا از نظر شیمیایی با سولفونامیدها مرتبط است. به نظر می‌رسد خطر نسبی آگرانولوسیتوز با توجه به برآوردهای کشوری در مورد نرخ مذکور بسیار متفاوت است و نظرات در مورد خطر به شدت تقسیم شده‌است. ژنتیک ممکن است نقش مهمی در حساسیت به متامیزول داشته باشد. پیشنهاد می‌شود که برخی از جمعیت‌ها بیشتر از سایرین مستعد ابتلا به آگرانولوسیتوز ناشی از متامیزول هستند. به عنوان مثال، به نظر می‌رسد آگرانولوسیتوز مربوط به متامیزول در جمعیت بریتانیا بیشتر از اسپانیایی‌ها یک اثر نامطلوب است.
بر اساس یک بررسی سیستماتیک از سال ۲۰۱۶، متامیزول به‌طور قابل توجهی خطر خونریزی دستگاه گوارش فوقانی را با فاکتوری از ۱٫۴ تا ۲٫۷ (خطر نسبی) افزایش داد.

## موارد منع مصرف
حساسیت قبلی (مانند آگرانولوسیتوز یا آنافیلاکسی) به متامیزول یا هر یک از مواد کمکی (مانند لاکتوز) در آماده‌سازی مورد استفاده، پورفیری حاد، اختلال در خون‌سازی (مانند درمان با شیمی‌درمانی، عوارض جانبی سه‌گانه بارداری) در نوزادان)، شیردهی، کودکان با وزن کمتر از ۱۶ کیلوگرم، سابقه آسم ناشی از آسپرین و سایر واکنش‌های حساسیت به مسکن‌ها